# Stadio internazionale Re Fahd
Lo stadio internazionale Re Fahd (in arabo  ستاد الملك فهد الدولي‎?, Istād al-malik Fahd al-duwalī; in inglese King Fahd International Stadium) è uno stadio polivalente situato a Riad, capitale dell'Arabia Saudita, usato principalmente per le partite di calcio dell'Al-Hilal, dell'Al-Shabab, dell'Al-Nassr e della nazionale saudita.
Inaugurato nel 1987, può contenere 68 752 persone. L'impianto è situato nel deserto saudita, in una zona arida e pianeggiante a nord-est della città di Riad ed è facilmente riconoscibile grazie alle grandi vele bianche sostenute da pennoni, che ne formano la tensostruttura coprente. Sono compresi anche impianti di atletica leggera.

## Storia
I lavori di costruzione dell'impianto iniziarono il 2 dicembre 1982 per volere del nuovo re saudita Fahd, a cui lo stadio è intitolato, seguendo il progetto dell'architetto francese Ian Fraser e dello studio John Roberts and Partners. Furono ultimati nel 1987, per una capienza di 68 752 spettatori. Lo stadio costò un miliardo e 912 milioni di riyal sauditi, equivalenti a circa 510 milioni di dollari.
Ha ospitato varie partite del campionato mondiale Under-20 del 1989, la Supercoppa di Spagna 2022, la Supercoppa di Spagna 2023 e la Supercoppa italiana 2022, Supercoppa italiana 2023 e Supercoppa italiana 2024.
In vista della Coppa d'Asia AFC 2027 lo Stadio sarà restaurato così da poter anche eventualmente ospitare i match del Mondiale di calcio del 2034, per i quali l'Arabia Saudita è l'unico Paese candidato ad ospitarli.

## Struttura
Terminato nel 1987, lo stadio si presentava nel suo volto attuale: un grande complesso di gradinate continue ed interrate, di forma ellittica e sezione parabolica, disposte attorno alla pista d'atletica. Gli spalti hanno un solo ordine di gradinata, fatta eccezione per la tribuna principale che ne ha due. All'interno di questa tribuna vi è anche il Royal Office (l'ufficio del Ministero del Benessere della Gioventù), un museo e vari ristoranti direttamente collegati ai cosiddetti "corpi celesti", i posti più lussuosi dello stadio. L'ingresso è garantito da otto rampe d'accesso disposte a raggiera, che conducono dalle biglietterie esterne fino al grande basamento rialzato su cui poggiano le gradinate; da qui poi direttamente all'interno del catino tramite delle scale. La copertura continua garantisce riparo del sole a tutti gli spettatori, ed è sorretta da 24 colonne d'acciaio alte 58 metri che fanno da montanti per la grande membrana di teflon articolata in vele. Queste si alzano fino alla sommità delle colonne per poi ripiegarsi verso l'interno e unirsi tra loro, delimitando lo spazio ellittico.